# Produbiivka, Korostîșiv
Produbiivka (în ucraineană Продубіївка) este un sat în comuna Șciîhliivka din raionul Korostîșiv, regiunea Jîtomîr, Ucraina.

## Demografie
Componența lingvistică a localității Produbiivka
     Ucraineană (98,54%)
     Rusă (1,46%)
Conform recensământului din 2001, majoritatea populației localității Produbiivka era vorbitoare de ucraineană (98,54%), existând în minoritate și vorbitori de rusă (1,46%).